# Odznaczenie państwowe

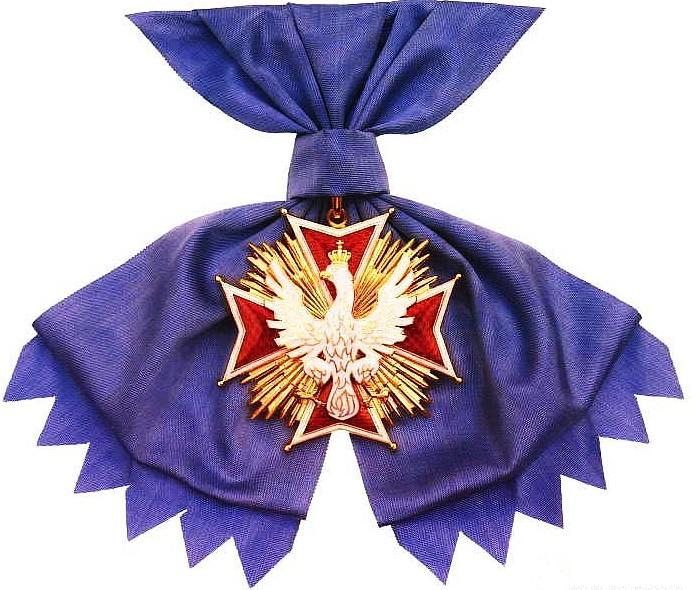
Order Orła Białego – najwyższe polskie odznaczenie państwowe

Odznaczenie państwowe – odznaczenie nadawane przez władze państwowe. Zazwyczaj uprawnienia do nadawania odznaczeń państwowych zarezerwowane są dla głowy państwa – np. w Polsce Prezydenta Rzeczypospolitej Polskiej (w okresie 1952–1989 – Rady Państwa). Ustanawiane są zwykle aktami prawnymi rangi ustawowej.
Wśród odznaczeń najwyższe rangą są ordery, krzyże, medale, gwiazdy i odznaki.
Od odznaczeń państwowych odróżniają się różnej rangi odznaczenia kościelne lub prywatne (nadawane przez m.in. organizacje społeczne, stowarzyszenia, organizacje religijne bądź niezależne kapituły). W Polsce odznaczenia ministerialne, nadawane przez poszczególnych ministrów nie są zaliczane do odznaczeń państwowych (od prawa do nadawania odznaczenia należy odróżniać samo wręczanie odznaczeń, które może być powierzone różnym organom).
Nauką poświęconą badaniom nad odznaczeniami jest falerystyka.